# Musée d'Art d'Hämeenlinna
Le Musée d'art d'Hämeenlinna (en finnois : Hämeenlinnan taidemuseo) est un musée d'art situé dans le quartier de Keinusaari à Hämeenlinna en Finlande.

## Histoire
Le musée fonctionne dans cinq bâtiments voisins:
- Magasin en bois. Bâtiment construit dans les années 1820.
- Magasin Engel. Le bâtiment principal du musée est construit en 1837 est conçu par Carl Ludvig Engel probablement aidé par Anders Fredrik Granstedt.
- Magasin Lohrmann. Le bâtiment construit en 1852 est conçu par Ernst Bernhard Lohrmann.
- Villa Pinella. Bureaux dans la villa bâtie en 1984.
- Fabrique de tissu

## Collections
Parmi les œuvres, citons :
- William Hogarth, Hulttion elämäkerta, 1735
- William Hogarth, Muodinmukainen avioliitto 1745
- Andreas Achenbach, Myrsky Mustallamerellä, 1837
- Helene Schjerfbeck, Rigoletto, 1881
- Victor Westerholm, Eckerön postilaituri , 1885.
- Berndt Lindholm, Ilta metsässä, 1892-1893
- Albert Edelfelt, Larin Paraske , 1893
- Victor Westerholm, Rantamaisema Ahvenanmaalta, 1893
- Akseli Gallen-Kallela, Väinämöisen lähtö , 1896-1906
- Akseli Gallen-Kallela, Omakuva, 1897, viivasyövytys
- Hugo Simberg, Ruusunpoimija ou Elämän seppelettä kantava poika, 1905
- Jalmari Ruokokoski (en), Äitini, 1909
- Jalmari Ruokokoski, Tyttö, 1911
- Wilho Sjöström, Tanssijatar, 1912
- Viktor Malmberg (fi), Diana, statue de bronze
- Gunnar Berndtson, Veneessä lammella
- Marcus Collin, Kolmannen luokan rautatievaunussa, 1915
- Helene Schjerfbeck, Tyttö saunan edessä 1915-1917
- Maria Wiik, Syysmaisema
- Ester Helenius, Harlekiini, 1933
- Ester Helenius, Yksinäinen kalla, 1949
- Wäinö Aaltonen, Kalvea impi, statue de bronze